# August Winding
August Hendrik Winding (24 de marzo de 1835-16 de junio de 1899) fue un pianista, profesor y compositor danés.

## Biografía
August Hendrik Winding nació en Tårs en la isla de Lolland. Su padre era un clérigo que se dedicaba a recopilar y arreglar canciones populares danesas y fue su primer maestro de música. Winding tuvo lecciones de  composición con Carl Reinecke en el Conservatorio de Leipzig en 1847, y a partir de 1848 a 1851 estudió piano con Anton Rée (1820-1886), que había sido amigo de Frédéric Chopin; así como teoría y composición con Niels Gade. En 1856 perfeccionó sus enseñanzas en Leipzig, y tomó lecciones con Alexander Dreyschock en Praga.
En un principio su carrera pública fue como pianista; tocó en muchos países de Europa, especializándose en Beethoven y Mozart. Su «tarjeta de presentación» era el Concierto para piano n.º 4 de Beethoven.
En 1864 se casó con Clara, hija de J. P. E. Hartmann (Niels Gade se casó con otra hija suya). En 1867 se convirtió en profesor de la Real Academia Danesa de Música de Copenhague y también impartía lecciones en privado.
En 1867 se lesionó el brazo por exceso de trabajo, lo que forzó su retiro como intérprete, pero esto le permitió dedicarse a la composición. Sin embargo, retomó su actividad pedagógica en el conservatorio en 1881. Entre 1888 y su muerte dio algunos conciertos.
August Winding murió en 1899 en Copenhague, a los 64 años. Su música por muchos años fue prácticamente olvidado, exceptuando algunas tonadas, pero sus principales obras están recibiendo atención.

## Composiciones
- Orquestal
  - Obertura Nórdica, Op. 7
  - Sinfonía, Op. 39
  - Ballet Fjeldstuen (La Cabaña de Montaña, o Veinte Años; 1859; coescrito con su cuñado Emil Hartmann). Winding compusto:
    - "Sæterpigernes Dands om det nydødbte Barn"
    - "Huldredands"
    - "Springdands"
- Concertante
  - Concierto para piano en la menor, Op. 16
  - Allegro de concierto en do menor, Op. 29, para piano y orquesta
  - Concierto para violín
- Obras de cámara
  - Cuarteto de piano, Op. 17
  - Tres Piezas de Fantasía, Op. 19, para clarinete o violín y piano (1872)
  - Quinteto de cuerda en re, Op. 23 (2 violines, 2 violas, violonchelo)[1]
  - 2 sonatas para violín
- Piezas para piano
  - Landlige Scener: Skizzer para Piano, Op. 9
  - Sommerminder, Op. 26 (?)
  - Preludios en todas las claves: Un ciclo, Op. 26 (dedicado a Isidor Seiss):[5]
    - 1. en do mayor: Poco Adagio maestoso e con nobilità
    - 2. en la menor: Allegro agitato ed affetuoso
    - 3. en fa mayor: Comodo
    - 4. en re menor: Allegro risoluto e energico
    - 5. en si♭ mayor: Allegro non troppo. Giocoso, con allegrezza
    - 6. en sol menor: Moderato con fierezza
    - 7. en mi♭ mayor: Andante inocente e tenero
    - 8. en do menor: Presto impetuoso
    - 9. en la♭ mayor: Allegro non troppo con dolcezza
    - 10. en fa menor: Allegro moderato, poco agitato
    - 11. en re♭ mayor: Con moto. Soave e con grazia
    - 12. en si♭ menor: Andantino quasi Allegretto, Grave e mesto
    - 13. en sol♭ mayor: Allegro vivace con calore e muda' animato
    - 14. en mi♭ menor: Presto furioso e con strepito
    - 15. en si bemol mayor: Allegretto tranquillo e dolce
    - 16. en sol♯ menor: Allegretto dolente e malinconico
    - 17. en mi mayor: Moderato grazioso e con tenerezza
    - 18. en do♯ menor: Allegro energico e muda' appassionato
    - 19. en la mayor: Allegretto de dolce e piacevole
    - 20. en fa♯ menor: Andantino con duolo
    - 21. en re mayor: Allegro con vivacità ed anima
    - 22. en si menor: Adagio grave e lugubre
    - 23. en sol mayor: Allegro molto con gran vivacità
    - 24. en mi menor: Andante sostenuto, quasi una fantasia
    - 25. Postludium in C major: Poco Adagio maestoso e con nobilità.

  - Trois Morceaux para la mano izquierda, Op. 27
  - Estudios
  - Cadenza para el Concierto para piano n.º 21 en do mayor de Mozart
  - Cadenza para el Concierto para piano n.º 3 en do menor de Beethoven
  - Transcripción de una serie de preludios corales de Johann Sebastian Bach[6]
  - Reducción para piano la cantata Baldurs drøm de Niels Gade[7]
- Canciones e himnos